# Rodney Dangerfield
Rodney Dangerfield, właśc. Jacob Rodney Cohen (ur. 22 listopada 1921 w Babylon, zm. 5 października 2004 w Los Angeles) – amerykański stand-upowiec, aktor, producent i scenarzysta.

## Życiorys
Urodził się w rodzinie żydowskich emigrantów, przybyłej do Stanów Zjednoczonych z Węgier. Już jako nastolatek zaczął pisać kawały i komediowe skecze dla komików. Sam na scenie zadebiutował w wieku 19 lat pod pseudonimem Jack Roy. Jednak prawdziwą karierę rozpoczął na przełomie lat 60. i 70. Zaistniał wówczas w telewizji po występach w programie Deana Martina, a na dużym ekranie zadebiutował w 1971 roku. Największe sukcesy w filmie odnosił w latach 80. i 90., kiedy to stał się popularnym aktorem komediowym.
Zmarł w szpitalu w Los Angeles w wyniku komplikacji po przebytej operacji serca. Jest pochowany na Westwood Village Memorial Park Cemetery.

## Filmografia
- 1980: Golfiarze jako Al Czervik
- 1983: Łatwe pieniądze jako Monty Capuletti
- 1986: Powrót do szkoły jako Thorton Melon
- 1988: Przeprowadzka jako broker
- 1992: Drużyna biedronek jako Chester Lee
- 1994: Urodzeni mordercy jako Ed Wilson
- 1997: Oszołom Show jako Wally Sparks
- 1997: Kacper II: Początek straszenia jako Johnny Hunt
- 1998: Nigdy nie zadzieraj z Rustym jako Bandyta Królik (głos)
- 1998: Syn chrzestny jako Rodfather
- 2000: Pięć moich żon jako Monte Peterson
- 2000: Mały Nicky jako Lucyfer
- 2002: Czwarty tenor jako Lupo
- 2004: Więzienie dla świrów jako Jake Puloski